# Cheminée La Réserve
La cheminée La Réserve est la cheminée d'une ancienne usine sucrière de l'île de La Réunion, département d'outre-mer français dans le sud-ouest de l'océan Indien. Située à La Réserve à Sainte-Marie, elle est inscrite en totalité, y compris son terrain d’assiette, à l'inventaire supplémentaire des Monuments historiques depuis le 27 juin 2002,.